# КК Гравлен
КК Гравлен (фр. Basket Club Maritime Gravelines-Dunkerque) je француски кошаркашки клуб из Гравлена. Тренутно се такмичи у Про А лиги Француске.

## Успеси
- Про А лига:
  - Другопласирани (2): 2004.

- Про Б лига:
  - Првопласирани (1): 1988.

- Куп Француске:
  - Освајач (1): 2005.
  - Финалиста (2): 2003, 2010.

- Куп „Недеља асова“:
  - Освајач (2): 2011, 2013.

## Познатији играчи
- Александар Ћапин
- Ђуро Остојић